# كأس كاليدونيا الجديدة
كأس كاليدونيا الجديدة (بالفرنسية: Coupe de Nouvelle-Calédonie de football)‏، هي بطولة رسمية لكرة القدم في جزر كاليدونيا الجديدة الفرنسية، أسست سنة 1954م.

## وصلة خارجية
- New Caledonia - List of Cup Finals, RSSSF.com